# Phyllodromia
Phyllodromia is een geslacht van insecten uit de familie van de dansvliegen (Empididae), die tot de orde tweevleugeligen (Diptera) behoort.

## Soort
- P. melanocephala (Fabricius, 1794)